# Slaget vid Ia Drang
Slaget vid Ia Drang var det första större slaget i Vietnamkriget mellan USA och Nordvietnams armé, NVA, under kriget). Slaget utkämpades i Ia Drang-dalen i södra högländerna i Vietnam mellan 14 november och 17 november 1965. USA hade utarbetat en ny taktik som kallades luftlandsatt kavalleri och som gick ut på att truppen skulle flygas in och ut med helikopter. Slaget utspelades vid två landningszoner: X-Ray och Albany.
Överstelöjtnant Hal Moore fick i uppdrag att utforska dalen. En mindre grupp soldater hade blivit attackerade i dalen av en grupp ur NVA. Hal Moores uppdrag blev även att eliminera den lilla grupp NVA som finns i området. Motståndarsidans styrka hade beräknats till 50 man men Moores trupp fick snart klart för sig att det inte stämde. En tillfångatagen spanare avslöjade att en division ur NVA fanns i området. Det bedömdes att detta innebar att antalet NVA-soldater var ca 4 000.

## Sammandrabbningen
Inledningen gick enligt planerna, alla helikoptrar i den första vågen kom fram och tillbaka utan att de mötte något motstånd. När Moore och delar av B-kompaniet sändes in möttes man av det första motståndet. Vietnameserna var flera gånger starkare, så B-kompaniets andra pluton blev avskuren genom överrumpling. De höll dock stånd i 2 dagar för att sedan bli upphämtade efter ha lidit stora förluster - av 29 man hade nio dödats och 13 sårats. Resten av förbandet höll landningszonen så att flygförbindelserna för underhåll kunde upprätthållas. 
Vietnameserna tryckte på för att komma så nära så att USA inte kunde använda sitt artilleri och direkt flygunderstöd utan att skada sin egen trupp. Taktiken gjorde att vietnameserna kunde utnyttja sitt numerära överläge. Båda sidorna utropade sig efter slaget som segrare. Hal Moore har däremot på senare år sagt att han ser slaget som oavgjort.

## Viktiga personer
Med i slaget om Ia Drang fanns den amerikanske krigskorrespondenten för United Press International, Joseph L. Galloway som 1998 fick utmärkelsen Bronze Star för att under beskjutning räddat sårade soldater.

## I media
Moore och Galloway skrev boken We Were Soldiers Once ... And Young som gavs ut 1992 (ISBN 0-679-41158-5).
Filmen We Were Soldiers (2002) är en dramatisering av boken och behandlar endast striderna med 1. bataljonen, 7. kavalleriregementet och dess soldaters anhöriga hemma i USA. Filmen regisserades av Randall Wallace och huvudrollen som Moore spelades av Mel Gibson. Moore var militärteknisk konsult till filmteamet.